# Session II
Session II is een compositie van William Bolcom. 
Bolcom bevond zich ten tijde van het schrijven van dit werk onder de invloed van Luciano Berio. Hij voelde zich min of meer gedwongen zich qua stijl in te passen in de moderne klassieke muziek van die tijd. In de uitgave van 2000 omschreef hij dit werk als passend in zijn periode "Crisis of 1966". Toch komt het werk nog af en toe op de lessenaar. Bolcom schreef het werk voor Mark Sokol, een violist die studeerde aan de Juilliard School en later enige faam zou verwerven met het Concord Quartet. 